# St. Raphael River
St. Raphael River är ett vattendrag i Kanada.   Det ligger i provinsen Ontario, i den sydöstra delen av landet, 1 300 km nordväst om huvudstaden Ottawa.
I omgivningarna runt St. Raphael River växer i huvudsak barrskog. Trakten runt St. Raphael River är nära nog obefolkad, med mindre än två invånare per kvadratkilometer.